# Dasychira caeruleifascia
Dasychira caeruleifascia är en fjärilsart som beskrevs av Holland 1893. Dasychira caeruleifascia ingår i släktet Dasychira och familjen tofsspinnare. Inga underarter finns listade i Catalogue of Life.